# モーニング・スコール
「モーニング・スコール」（モーニング・スコール）は、1987年5月1日に発売されたチューリップの通算32枚目のシングル。

## 解説
前年の10月、日本コロムビアの新興レーベル・TRIADへ移籍後初のシングルで、翌月発売アルバム『PRIMARY COLOR』からの先行シングル。
同年の大阪ガスのシャワーイメージソングに使用された（杏里の「モーニング スコール」が前年の同社のイメージソングだったが、カバー曲ではない）。
レコード会社の移籍で心機一転を図ろうとしていた財津和夫の意向もあり、当時の音楽シーンにないサウンドを作り、次の時代の主流になろうと意気込んで制作された。
発売直前の4月には既に新メンバーとして高橋裕幸が加入し、ファンクラブイベントでお披露目も終えていたが、ジャケットには高橋以外のメンバー4人のみが写っている。

## 収録曲
全曲作詞・作曲：財津和夫　編曲：チューリップ
1. モーニング・スコール
2. 愛になりたい
  - 財津はバンドの持つ素朴さに立ち返りたいと考えていたためか、チューリップ初期に見られたビートルズを意識した楽曲になっている。